# This Is Africa
This Is Africa är en engelskspråkig tidskrift från Financial Times som utkommer varannan månad. 